# Зеленоборський сільський округ
Зеленобо́рський сільський округ (каз. Зелёный Бор ауылдық округі, рос. Зеленоборский сельский округ) — адміністративна одиниця у складі Бурабайського району Акмолинської області Казахстану. Адміністративний центр — село Зелений Бор.
Населення — 4438 осіб (2021; 4733 у 2009, 6578 у 1999, 7184 у 1989).
Станом на 1989 рік існували Боровська селищна рада (смт Борове), Маденієтська сільська рада (села Жанаталап, Маденієт), Щорсівська сільська рада (села Аїгабак, Бідайик, Щорс) та Щучинська сільська рада (села Зелений Бор, Кумсояк, Молбаза, Окжетпес, Підхоз). 1993 року були утворені Боровська селищна адміністрація (селище Борове, село Кумизинай (колишнє село Кумсояк)), Зеленоборський сільський округ (села Зелений Бор, Молбаза, Окжетпес, Підхоз) та Науризбайський сільський округ (села Айгабак, Бідаїк, Жанаталап, Маденієт, Науризбай-батира). Пізніше до складу Боровської селищної адміністрації передано село Окжетпес, а до складу Зеленоборського сільського округу — село Кумизинай. 2007 року ліквідовано села Айгабак, Бідайик та Підхоз. 2013 року Науризбайський сільський округ перетворено в Науризбай-батирську сільську адміністрацію. 2019 року була ліквідована Науризбай-батирська сільська адміністрація, село Науризбай-батира та територія площею 476,61 км² передані до складу Зеленоборського сільського округу.

## Склад
До складу округу входять такі населені пункти:
| Населений пункт        | Колишні назви | Населення, осіб (1989) | Населення, осіб (1999) | Населення, осіб (2009) | Населення, осіб (2021) |
| ---------------------- | ------------- | ---------------------- | ---------------------- | ---------------------- | ---------------------- |
| Айгабак, село          | -             | 123                    | 53                     | -                      | -                      |
| Бідайик, село          | -             | 190                    | 108                    | -                      | -                      |
| Зелений Бор, село      | -             | 3350                   | 3528                   | 2670                   | 2771                   |
| --Город-2              | -             | -                      | -                      | -                      | 9                      |
| --Підхоз, село         | -             | 35                     | 26                     | -                      | 10                     |
| Жанаталап, село        | -             | 367                    | 351                    | 252                    | 179                    |
| Кумизинай, село        | Кумсояк       | 273                    | 323                    | 276                    | 263                    |
| Маденієт, село         | -             | 1228                   | 975                    | 662                    | 490                    |
| Молбаза, село          | -             | 149                    | 158                    | 129                    | 168                    |
| Науризбай-батира, село | Щорс          | 1469                   | 1056                   | 744                    | 548                    |